# Guatavita
Laguna de Guatavita je jezero v kolumbijském pohoří Východní Kordillera v departementu Cundinamarca. Nachází se v nadmořské výšce 3100 m asi 60 km severovýchodně od hlavního města Bogoty a je obklopeno pralesem. Název pochází z čibčského výrazu gwatibita, který znamená „jezero na vrcholu hor“. Teplota vody se pohybuje mezi pěti a deseti stupni Celsia. Jezero má průměr okolo půldruhého kilometru a téměř dokonalý kruhový tvar, což vedlo k domněnkám o jeho meteoritickém původu, které však geologický výzkum vyvrátil. Původní obyvatelé z kmene Muisca považovali jezero za posvátné a provozovali zde rituál, během něhož byl nově zvolený vládce zvaný zipa posypán zlatým prachem a pak se ponořil do vod Guatavity, zároveň jeho poddaní házeli do jezera cenné předměty (v bogotském muzeu je vystaven zlatý model voru, na kterém zipa se svou suitou vyplouval na jezero). Poté, co roku 1537 do oblasti přišel Gonzalo Jimenéz de Quesada, začali španělští conquistadoři nazývat panovníka Muisků El Dorado (doslova „pozlacený“), z toho vznikla legenda o bájné zemi hojnosti Eldorado, kterou hledali v kolumbijském vnitrozemí četní dobrodruzi. 
Od 16. století se objevovaly plány na odvodnění jezera, které by umožnilo vyzvednout skryté poklady. V roce 1913 se anglické expedici s moderním vybavením podařilo vypumpovat vodu z jezera a prokopat jeho dno. Bylo nalezeno jen několik zlatých předmětů, celková jejich hodnota nepokryla ani náklady expedice. Kolumbijská vláda roku 1965 prohlásila jezero za národní památku a zakázala soukromý průzkum.